# Такада, Юдзи
Юдзи Такада (яп. 高田 裕司 Такада Ю:дзи); род. 17 февраля 1954, Ота, Гумма) — японский борец вольного стиля, чемпион и призёр Олимпийских игр, чемпион и призёр Азиатских игр, четырёхкратный чемпион мира, десятикратный чемпион Японии (1973—1980, 1984, 1990)

## Биография
В 1973 году дебютировал на чемпионате мира и Кубке мира, и вернулся оттуда с наградами: «бронзой» и «серебром» соответственно, оба раза пропустив вперёд себя Арсена Алахвердиева. Но уже в следующем году завоевал золотую медаль чемпионата мира, остался вторым на Азиатских играх. В 1975 году вновь подтвердил звание сильнейшего борца планеты и ехал на олимпиаду в ранге явного фаворита.
На Летних Олимпийских играх 1976 года в Монреале боролся в категории до 52 килограммов (наилегчайший вес). Выбывание из турнира проходило по мере накопления штрафных баллов. За чистую победу или победу с явным преимуществом в 12 баллов и более штрафные баллы не начислялись, за победу за явным преимуществом начислялось 0,5 штрафных балла, за победу по очкам — 1 штрафной балл, за ничью — 2 или 2,5 штрафных балла, за поражение по очкам — 3 штрафных балла, поражение за явным преимуществом — 3,5 штрафных балла, чистое поражение или поражение за явным преимуществом в 12 баллов и более — 4 штрафных балла. Если борец набирал 6 или более штрафных баллов, он выбывал из турнира. Титул оспаривали 19 человек. Такада совершенно безжалостно расправился со своими соперниками, выиграв шесть схваток подряд чисто, при этом в пяти из них затратив на победу чуть более минуты, вышел в финал вообще без штрафных баллов, и лишь во второй финальной схватке победил советского борца Александра Иванова по очкам, став безоговорочным чемпионом Олимпиады. На все семь схваток борец затратил чуть более двадцати минут.
Его золотая медаль в весе 52 кг стала четвёртой подряд на четырёх олимпийских играх для японской команды.
| Круг              | Соперник         | Страна                                    | Результат | Основание                | Время схватки |
| ----------------- | ---------------- | ----------------------------------------- | --------- | ------------------------ | ------------- |
| 1                 | Гордон Берти     | Канада                                    | Победа    | Туше (0 штрафных баллов) | 1:10          |
| 2                 | Камиль Ёздак     | Турция                                    | Победа    | Туше (0 штрафных баллов) | 1:15          |
| 3                 | Жюльен Мевис     | Бельгия                                   | Победа    | Туше (0 штрафных баллов) | 1:16          |
| 4                 | Владислав Стецык | Польша                                    | Победа    | Туше (0 штрафных баллов) | 5:39          |
| 5                 | Хенрик Галь      | Венгрия                                   | Победа    | Туше (0 штрафных баллов) | 1:54          |
| Финал (встреча 1) | Чон Хэ Соп       | Республика Корея                          | Победа    | Туше (0 штрафных баллов) | 1:46          |
| Финал (встреча 2) | Александр Иванов | Союз Советских Социалистических Республик | Победа    | 20-11                    |               |

В 1977 году вновь повторил успех, став трёхкратным чемпионом мира, а вот в 1978 году остался лишь пятым. В 1979 году вернул свои позиции, став четырёхкратным чемпионом мира. В Летних Олимпийских играх 1980 года участия не принимал по известным причинам. После вынужденного отсутствия на играх оставил активную спортивную карьеру. Вернулся в спорт в 1984 году, вновь выиграв чемпионат Японии.
На Летних Олимпийских играх 1984 года в Лос-Анджелесе боролся в категории до 52 килограммов (наилегчайший вес). Участники турнира, числом в 17 человек в категории, были разделены на две группы. За победу в схватках присуждались баллы, от 4 баллов за чистую победу и 0 баллов за чистое поражение. Когда в каждой группе определялись три борца с наибольшими баллами (борьба проходила по системе с выбыванием после двух поражений), они разыгрывали между собой места в группе. Затем победители групп встречались в схватке за первое-второе места, занявшие второе место — за третье-четвёртое места, занявшие третье место — за пятое-шестое места. И снова японский борец уверенно продвигался к второй золотой медали, не оставляя конкурентам шансов, но во второй схватке финала в группе натолкнулся на упорное сопротивление югослава Шабана Трстены. Схватка закончилась вничью, но судьи по дополнительным критериям оценки отдали югославу победу. В схватке за третье место Юдзи Такада без проблем победил и получил бронзовую медаль.
| Круг                       | Соперник        | Страна    | Результат | Основание                             | Время схватки |
| -------------------------- | --------------- | --------- | --------- | ------------------------------------- | ------------- |
| 1                          | Талла Диав      | Сенегал   | Победа    | Туше (4 балла)                        | 1:27          |
| 2                          | Бернардо Олвера | Мексика   | Победа    | За явным преимуществом 12-0 (4 балла) | 3:58          |
| 3                          | -               | -         | -         | -                                     |               |
| Финал в группе (схватка 1) | Махабир Сингх   | Индия     | Победа    | За явным преимуществом 14-2 (4 балла) | 2:51          |
| Финал в группе (схватка 2) | Шабан Трстена   | Югославия | Поражение | По предпочтению судей (1 балл)        | 6:00          |
| Финал (за 3 место)         | Рэй Такахаси    | Канада    | Победа    | За явным преимуществом 12-0 (4 балла) | 4:34          |

После олимпийских игр вновь оставил активную спортивную карьеру, в 1988 году на олимпийских играх выступал уже в роли тренера. Но в 1990 году неожиданно вернулся в спорт, победил на чемпионате Японии и заканчивая свою двадцатилетнюю карьеру в большой борьбе, выступил на чемпионате мира 1990 года, и сумел добраться до восьмого места.
Краткая характеристика Юдзи Такады, подготовленная советским тренерским штабом:

 Он имеет средний рост. Борется в правой стойке, по ходу схватки может свободно изменять её на левую и фронтальную. Высокотехничный борец атакующего плана. Уверенно борется в захвате. Старается завязать правую руку и поднырнуть под неё или войти в ноги. Часто использует захват головы сверху с рукой (преимущественно правой) и выполняет перевод рывком под себя с последующим заходом назад. Иногда, ослабляя сковывающий захват, дает сопернику возможность привстать, выпрямиться и, улучив удобный момент, выполняет скручивание захватом за шею сверху (левой рукой) и левую пятку или, умышленно распуская захват, ныряет в ногу. При переводе захватом за ногу, не отпуская её, быстро выполняет переворот скручиванием скрестным захватом голеней в правую сторону. Бросает через спину захватом правой руки через плечо. Предварительно «разбалтывая» противника за голову, ныряет в ноги с последующим переходом на захват за правое бедро и переводит уходом за противника влево-назад. Процент выполнения атакующих приемов в стойке очень высок. В партере также показывает разностороннюю высокотехничную подготовку. Предпочитает бороться с левой стороны. Проводит в основном четыре следующие приема в партере: переворот разгибанием захватом шеи из-под правой руки с обвивом ноги; переворот накатом влево, захватывая туловище и правое бедро, комбинируемый с переворотом ножницами за левую ногу и захватом левой руки на ключ; переворот накатом за туловище, проводимый переходом на переворот разгибанием с захватом шеи из-под правой руки с обвивом левого бедра; переворот скручиванием захватом за предплечье левой руки изнутри. Его кладочными приемами являются перевороты ключом, разгибанием и переходом захватом ног на ножницы. В стойке хорошо владеет защитами и контрприемами от захвата одной и двух ног. При захвате ног выполняет отбрасывание их назад или перевод за руку с заходом назад. При захвате одной ноги проводит переворот обратным захватом дальнего бедра или переворот выседом. Стоя внизу в партере, показывает уверенную контратакующую борьбу. Хорошо исполняет выходы наверх выседом через спину захватом руки за запястье. Обладает высокой проприоцептивной чувствительностью, быстрый. Плечевой пояс развит хорошо. Качественно дожимает, имея отличную функциональную подготовку, на основе которой развивает высокий темп схватки в третьем периоде борьбы.— 
С 1972 по 1976 год обучался во Всеяпонском университете спортивных наук, на факультете физического воспитания. С 1978 года являлся студентом тренировочного центра того же университета. С 1981 года был преподавателем в школе старших классов в Татебаяси. С 1988 по 1989 год обучался в Пенсильванском университете в США. С 1990 года являлся инструктором в Университете Яманаси (Кофу). С 1994 года помощник профессора в том же университете. С 2002 года профессор Университета Яманаси. С 2003 года профессор кафедры закона и политики Университета Яманаси.
Также продолжает карьеру в спорте, как тренер и чиновник. Был тренером сборной Японии на Летних Олимпийских играх 1988 года и Летних Олимпийских играх 1992 года. На Летних Олимпийских играх 2000 года был директором сборной команды. С 1996 года является председателем федерации борьбы Японии; с 1996 по 2000 год был главой комитета по развитию федерации борьбы Японии. С 2003 года — исполнительный директор федерации борьбы Японии. С 2000 года член проекта развития единоборств Олимпийского комитета Японии. Член спортивной комиссии, член антидопинговой комиссии Олимпийского комитета Японии. Чиновник ассоциации японских олимпийцев.
Министерством образования Японии трижды награждён призом за спортивные заслуги, трижды обладатель спортивного приза газеты «Ёмиури» и один раз обладатель особого спортивного приза той же газеты, трижды обладатель спортивного приза газеты «Асахи», трижды обладатель Японского большого спортивного приза, обладатель Японского приза за спортивные заслуги, Почётный гражданин префектуры Гумма.
Член международного Зала славы борьбы.

## Видео
- - Олимпийские игры 1976, вольная борьба, 52 кг: Юдзи Такада (Япония)-Александр Иванов (СССР)
- - Олимпийские игры 1984, вольная борьба, 52 кг: Юдзи Такада (Япония)-Шабан Трстена (Югославия)